# Goshogawara
Goshogawara (japanska: 五所川原市?, Goshogawara-shi) är en japansk stad i prefekturen Aomori på den norra delen av ön Honshū
. Folkmängden uppgår till cirka 60 000 invånare. Goshogawara fick stadsrättigheter 1 oktober 1954.

## Externa länkar

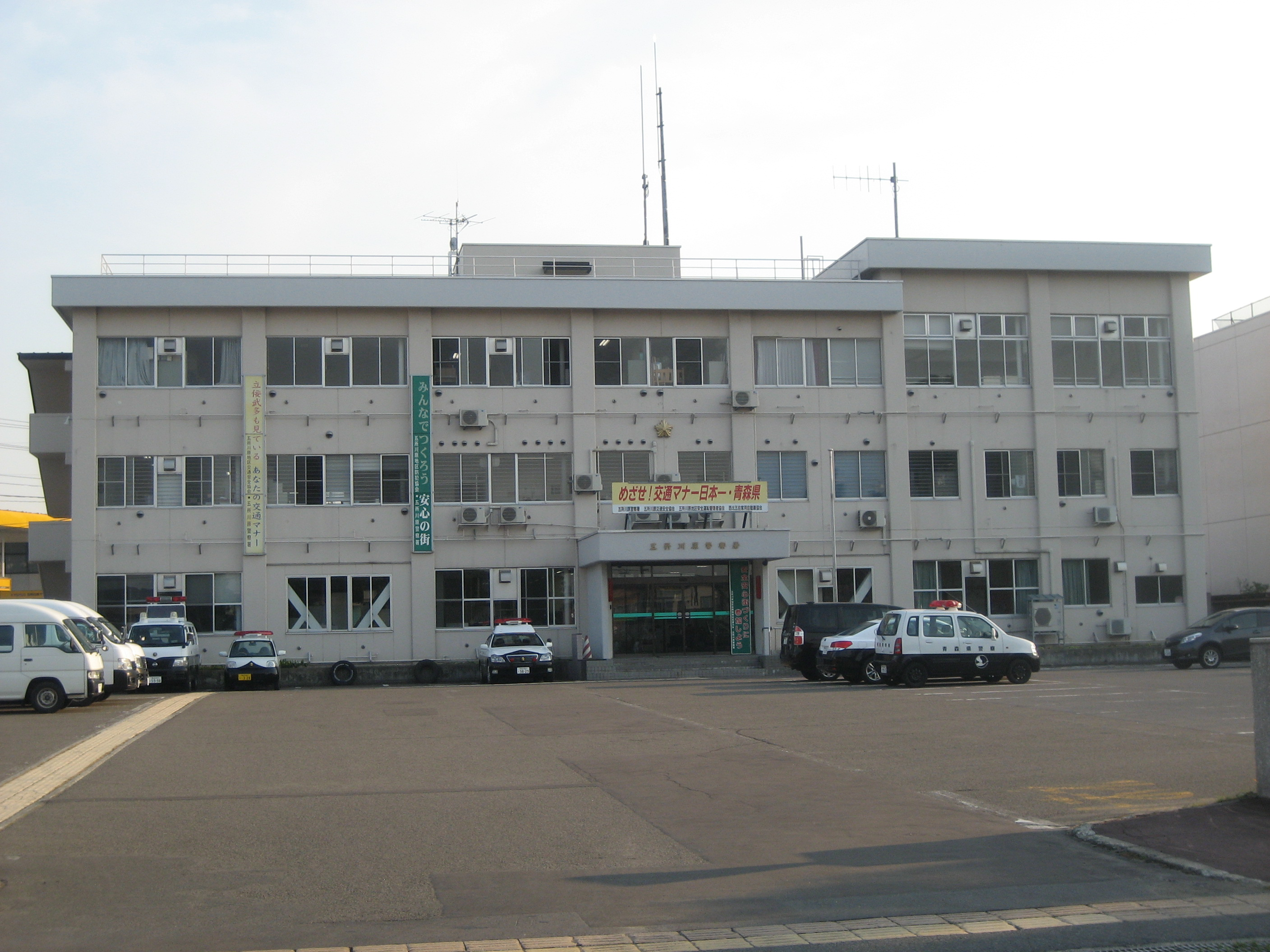
Polisstation i Goshogawara